# Seznam olympijských medailistek v plavání
Toto je seznam olympijských medailistek v plavání na letních olympijských hrách.

## 50 m volný způsob
| Rok      | Zlato                                                 | Stříbro                                         | Bronz                                                 |
| LOH 1988 | Kristin Ottová · Německá demokratická republika (GDR) | Yang Wenyi · Čína (CHN)                         | Katrin Meißner · Německá demokratická republika (GDR) |
| LOH 1988 | Kristin Ottová · Německá demokratická republika (GDR) | Yang Wenyi · Čína (CHN)                         | Jill Sterkel · Spojené státy americké (USA)           |
| LOH 1992 | Yang Wenyi · Čína (CHN)                               | Čuang Jung · Čína (CHN)                         | Angel Martino · Spojené státy americké (USA)          |
| LOH 1996 | Amy Van Dyken · Spojené státy americké (USA)          | Le Jingyi · Čína (CHN)                          | Sandra Völker · Německo (GER)                         |
| LOH 2000 | Inge de Bruijnová · Nizozemsko (NED)                  | Therese Alshammarová · Švédsko (SWE)            | Dara Torresová · Spojené státy americké (USA)         |
| LOH 2004 | Inge de Bruijnová · Nizozemsko (NED)                  | Malia Metella · Francie (FRA)                   | Libby Lentonová · Austrálie (AUS)                     |
| LOH 2008 | Britta Steffenová · Německo (GER)                     | Dara Torresová · Spojené státy americké (USA)   | Cate Campbellová · Austrálie (AUS)                    |
| LOH 2012 | Ranomi Kromowidjojová · Nizozemsko (NED)              | Alexandra Herasimenjová · Bělorusko (BLR)       | Marleen Veldhuisová · Nizozemsko (NED)                |
| LOH 2016 | Pernille Blume · Dánsko (DEN)                         | Simone Manuelová · Spojené státy americké (USA) | Alexandra Herasimenjová · Bělorusko (BLR)             |
| LOH 2020 | Emma McKeonová · Austrálie (AUS)                      | Sarah Sjöströmová · Švédsko (SWE)               | Pernille Blume · Dánsko (DEN)                         |
| LOH 2024 | Sarah Sjöströmová · Švédsko (SWE)                     | Meg Harrisová · Austrálie (AUS)                 | Čang Jü-fej · Čína (CHN)                              |

## 100 m volný způsob
| Rok      | Zlato                                                                            | Stříbro                                                | Bronz                                              |
| LOH 1912 | Fanny Duracková · Australasie (ANZ)                                              | Wilhelmina Wylie · Australasie (ANZ)                   | Jennie Fletcher · Velká Británie (GBR)             |
| LOH 1920 | Ethelda Bleibtrey · Spojené státy americké (USA)                                 | Irene Guest · Spojené státy americké (USA)             | Frances Schroth · Spojené státy americké (USA)     |
| LOH 1924 | Ethel Lackie · Spojené státy americké (USA)                                      | Mariechen Wehselau · Spojené státy americké (USA)      | Gertrude Ederleová · Spojené státy americké (USA)  |
| LOH 1928 | Albina Osipowichová · Spojené státy americké (USA)                               | Eleanor Garatti · Spojené státy americké (USA)         | Joyce Cooper · Velká Británie (GBR)                |
| LOH 1932 | Helene Madisonová · Spojené státy americké (USA)                                 | Willy den Oudenová · Nizozemsko (NED)                  | Eleanor Saville · Spojené státy americké (USA)     |
| LOH 1936 | Rie Mastenbroeková · Nizozemsko (NED)                                            | Jeannette Campbell · Argentina (ARG)                   | Gisela Arendt · Německo (GER)                      |
| LOH 1948 | Greta Andersenová · Dánsko (DEN)                                                 | Ann Curtis · Spojené státy americké (USA)              | Marie-Louise Linssen-Vaessen · Nizozemsko (NED)    |
| LOH 1952 | Katalin Szőkeová · Maďarsko (HUN)                                                | Hannie Termeulen · Nizozemsko (NED)                    | Judit Temes · Maďarsko (HUN)                       |
| LOH 1956 | Dawn Fraserová · Austrálie (AUS)                                                 | Lorraine Crapp · Austrálie (AUS)                       | Faith Leech · Austrálie (AUS)                      |
| LOH 1960 | Dawn Fraserová · Austrálie (AUS)                                                 | Chris von Saltza · Spojené státy americké (USA)        | Natalie Steward · Velká Británie (GBR)             |
| LOH 1964 | Dawn Fraserová · Austrálie (AUS)                                                 | Sharon Stouder · Spojené státy americké (USA)          | Kathleen Ellis · Spojené státy americké (USA)      |
| LOH 1968 | Jan Henne · Spojené státy americké (USA)                                         | Susan Pedersen · Spojené státy americké (USA)          | Linda Gustavson · Spojené státy americké (USA)     |
| LOH 1972 | Sandra Neilson · Spojené státy americké (USA)                                    | Shirley Babashoff · Spojené státy americké (USA)       | Shane Gouldová · Austrálie (AUS)                   |
| LOH 1976 | Kornelia Enderová · Německá demokratická republika (GDR)                         | Petra Priemer · Německá demokratická republika (GDR)   | Enith Brigitha · Nizozemsko (NED)                  |
| LOH 1980 | Barbara Krauseová · Německá demokratická republika (GDR)                         | Caren Metschuck · Německá demokratická republika (GDR) | Ines Diers · Německá demokratická republika (GDR)  |
| LOH 1984 | Nancy Hogsheadová · Spojené státy americké (USA)                                 | nebyla udělena                                         | Annemarie Verstappen · Nizozemsko (NED)            |
| LOH 1984 | Carrie Steinseiferová · Spojené státy americké (USA)                             | nebyla udělena                                         | Annemarie Verstappen · Nizozemsko (NED)            |
| LOH 1988 | Kristin Ottová · Německá demokratická republika (GDR)                            | Čuang Jung · Čína (CHN)                                | Catherine Plewinski · Francie (FRA)                |
| LOH 1992 | Čuang Jung · Čína (CHN)                                                          | Jenny Thompsonová · Spojené státy americké (USA)       | Franziska van Almsicková · Německo (GER)           |
| LOH 1996 | Le Jingyi · Čína (CHN)                                                           | Sandra Völker · Německo (GER)                          | Angel Martino · Spojené státy americké (USA)       |
| LOH 2000 | Inge de Bruijnová · Nizozemsko (NED)                                             | Therese Alshammarová · Švédsko (SWE)                   | Jenny Thompsonová · Spojené státy americké (USA)   |
| LOH 2000 | Inge de Bruijnová · Nizozemsko (NED)                                             | Therese Alshammarová · Švédsko (SWE)                   | Dara Torresová · Spojené státy americké (USA)      |
| LOH 2004 | Jodie Henryová · Austrálie (AUS)                                                 | Inge de Bruijnová · Nizozemsko (NED)                   | Natalie Coughlinová · Spojené státy americké (USA) |
| LOH 2008 | Britta Steffenová · Německo (GER)                                                | Libby Trickettová · Austrálie (AUS)                    | Natalie Coughlinová · Spojené státy americké (USA) |
| LOH 2012 | Ranomi Kromowidjojová · Nizozemsko (NED)                                         | Alexandra Herasimenjová · Bělorusko (BLR)              | Yi Tang · Čína (CHN)                               |
| LOH 2016 | Simone Manuelová · Spojené státy americké (USA) Penny Oleksiaková · Kanada (CAN) | Nebyla udělena                                         | Sarah Sjöströmová · Švédsko (SWE)                  |
| LOH 2020 | Emma McKeonová · Austrálie (AUS)                                                 | Siobhán Haugheyová · Hongkong (HKG)                    | Cate Campbellová · Austrálie (AUS)                 |
| LOH 2024 | Sarah Sjöströmová · Švédsko (SWE)                                                | Torri Huskeová · Spojené státy americké (USA)          | Siobhán Haugheyová · Hongkong (HKG)                |

## 200 m volný způsob
| Rok      | Zlato                                                     | Stříbro                                              | Bronz                                                       |
| LOH 1968 | Debbie Meyerová · Spojené státy americké (USA)            | Jan Henneová · Spojené státy americké (USA)          | Jane Barkmanová · Spojené státy americké (USA)              |
| LOH 1972 | Shane Gouldová · Austrálie (AUS)                          | Shirley Babashoffová · Spojené státy americké (USA)  | Keena Rothhammerová · Spojené státy americké (USA)          |
| LOH 1976 | Kornelia Enderová · Německá demokratická republika (GDR)  | Shirley Babashoffová · Spojené státy americké (USA)  | Enith Brigithaová · Nizozemsko (NED)                        |
| LOH 1980 | Barbara Krauseová · Německá demokratická republika (GDR)  | Ines Diersová · Německá demokratická republika (GDR) | Carmela Schmidtová · Německá demokratická republika (GDR)   |
| LOH 1984 | Mary Wayteová · Spojené státy americké (USA)              | Cynthia Woodheadová · Spojené státy americké (USA)   | Annemarie Verstappenová · Nizozemsko (NED)                  |
| LOH 1988 | Heike Friedrichová · Německá demokratická republika (GDR) | Silvia Pollová · Kostarika (CRC)                     | Manuela Stellmachová · Německá demokratická republika (GDR) |
| LOH 1992 | Nicole Haislettová · Spojené státy americké (USA)         | Franziska van Almsicková · Německo (GER)             | Kerstin Kielgassová · Německo (GER)                         |
| LOH 1996 | Claudia Pollová · Kostarika (CRC)                         | Franziska van Almsicková · Německo (GER)             | Dagmar Haseová · Německo (GER)                              |
| LOH 2000 | Susie O'Neillová · Austrálie (AUS)                        | Martina Moravcová · Slovensko (SVK)                  | Claudia Pollová · Kostarika (CRC)                           |
| LOH 2004 | Camelia Potecová · Rumunsko (ROU)                         | Federica Pellegriniová · Itálie (ITA)                | Solenne Figuèsová · Francie (FRA)                           |
| LOH 2008 | Federica Pellegriniová · Itálie (ITA)                     | Sara Isakovičová · Slovinsko (SLO)                   | Pang Jiaying · Čína (CHN)                                   |
| LOH 2012 | Allison Schmittová · Spojené státy americké (USA)         | Camille Muffatová · Francie (FRA)                    | Bronte Barrattová · Austrálie (AUS)                         |
| LOH 2016 | Katie Ledecká · Spojené státy americké (USA)              | Sarah Sjöströmová · Švédsko (SWE)                    | Emma McKeonová · Austrálie (AUS)                            |
| LOH 2020 | Ariarne Titmusová · Austrálie (AUS)                       | Siobhán Haugheyová · Hongkong (HKG)                  | Penny Oleksiaková · Kanada (CAN)                            |
| LOH 2024 | Mollie O'Callaghanová · Austrálie (AUS)                   | Ariarne Titmusová · Austrálie (AUS)                  | Siobhán Haugheyová · Hongkong (HKG)                         |

## 400 m volný způsob
| Rok      | Zlato                                               | Stříbro                                                | Bronz                                                  |
| LOH 1924 | Martha Norelius · Spojené státy americké (USA)      | Helen Wainwright · Spojené státy americké (USA)        | Gertrude Ederleová · Spojené státy americké (USA)      |
| LOH 1928 | Martha Norelius · Spojené státy americké (USA)      | Maria Johanna Braun · Nizozemsko (NED)                 | Josephine McKim · Spojené státy americké (USA)         |
| LOH 1932 | Helene Madisonová · Spojené státy americké (USA)    | Lenore Kight · Spojené státy americké (USA)            | Jenny Maakal · Jihoafrická unie (RSA)                  |
| LOH 1936 | Rie Mastenbroeková · Nizozemsko (NED)               | Ragnhild Hvegerová · Dánsko (DEN)                      | Lenore Kight · Spojené státy americké (USA)            |
| LOH 1948 | Ann Curtis · Spojené státy americké (USA)           | Karen Harupová · Dánsko (DEN)                          | Catherine Gibson · Velká Británie (GBR)                |
| LOH 1952 | Valéria Gyenge · Maďarsko (HUN)                     | Éva Novák · Maďarsko (HUN)                             | Evelyn Kawamoto · Spojené státy americké (USA)         |
| LOH 1956 | Lorraine Crapp · Austrálie (AUS)                    | Dawn Fraserová · Austrálie (AUS)                       | Sylvia Ruuska · Spojené státy americké (USA)           |
| LOH 1960 | Chris von Saltza · Spojené státy americké (USA)     | Jane Cederqvist · Švédsko (SWE)                        | Tineke Lagerberg · Nizozemsko (NED)                    |
| LOH 1964 | Virginia Duenkel · Spojené státy americké (USA)     | Marilyn Ramenofsky · Spojené státy americké (USA)      | Terri Stickles · Spojené státy americké (USA)          |
| LOH 1968 | Debbie Meyer · Spojené státy americké (USA)         | Linda Gustavson · Spojené státy americké (USA)         | Karen Moras · Austrálie (AUS)                          |
| LOH 1972 | Shane Gouldová · Austrálie (AUS)                    | Novella Calligarisová · Itálie (ITA)                   | Gudrun Wegner · Německá demokratická republika (GDR)   |
| LOH 1976 | Petra Thümer · Německá demokratická republika (GDR) | Shirley Babashoff · Spojené státy americké (USA)       | Shannon Smith · Kanada (CAN)                           |
| LOH 1980 | Ines Diers · Německá demokratická republika (GDR)   | Petra Schneider · Německá demokratická republika (GDR) | Carmela Schmidt · Německá demokratická republika (GDR) |
| LOH 1984 | Tiffany Cohen · Spojené státy americké (USA)        | Sarah Hardcastle · Velká Británie (GBR)                | June Croft · Velká Británie (GBR)                      |
| LOH 1988 | Janet Evansová · Spojené státy americké (USA)       | Heike Friedrich · Německá demokratická republika (GDR) | Anke Möhring · Německá demokratická republika (GDR)    |
| LOH 1992 | Dagmar Hase · Německo (GER)                         | Janet Evansová · Spojené státy americké (USA)          | Hayley Lewis · Austrálie (AUS)                         |
| LOH 1996 | Michelle Smithová · Irsko (IRL)                     | Dagmar Hase · Německo (GER)                            | Kirsten Vlieghuis · Nizozemsko (NED)                   |
| LOH 2000 | Brooke Bennett · Spojené státy americké (USA)       | Diana Munz · Spojené státy americké (USA)              | Claudia Pollová · Kostarika (CRC)                      |
| LOH 2004 | Laure Manaudou · Francie (FRA)                      | Otylia Jędrzejczaková · Polsko (POL)                   | Kaitlin Sandeno · Spojené státy americké (USA)         |
| LOH 2008 | Rebecca Adlingtonová · Velká Británie (GBR)         | Katie Hoffová · Spojené státy americké (USA)           | Joanne Jackson · Velká Británie (GBR)                  |
| LOH 2012 | Camille Muffatová · Francie (FRA)                   | Allison Schmitt · Spojené státy americké (USA)         | Rebecca Adlingtonová · Velká Británie (GBR)            |
| LOH 2016 | Katie Ledecká · Spojené státy americké (USA)        | Jazmin Carlin · Velká Británie (GBR)                   | Leah Smith · Spojené státy americké (USA)              |
| LOH 2020 | Ariarne Titmusová · Austrálie (AUS)                 | Katie Ledecká · Spojené státy americké (USA)           | Li Bingjie · Čína (CHN)                                |
| LOH 2024 | Ariarne Titmusová · Austrálie (AUS)                 | Summer McIntoshová · Kanada (CAN)                      | Katie Ledecká · Spojené státy americké (USA)           |

## 800 m volný způsob
| Rok      | Zlato                                               | Stříbro                                              | Bronz                                              |
| LOH 1968 | Debbie Meyer · Spojené státy americké (USA)         | Pam Kruse · Spojené státy americké (USA)             | Maria Teresa Ramírez · Mexiko (MEX)                |
| LOH 1972 | Keena Rothhammer · Spojené státy americké (USA)     | Shane Gouldová · Austrálie (AUS)                     | Novella Calligarisová · Itálie (ITA)               |
| LOH 1976 | Petra Thümer · Německá demokratická republika (GDR) | Shirley Babashoff · Spojené státy americké (USA)     | Wendy Weinberg · Spojené státy americké (USA)      |
| LOH 1980 | Michelle Ford · Austrálie (AUS)                     | Ines Diers · Německá demokratická republika (GDR)    | Heike Dähne · Německá demokratická republika (GDR) |
| LOH 1984 | Tiffany Cohen · Spojené státy americké (USA)        | Michelle Richardson · Spojené státy americké (USA)   | Sarah Hardcastle · Velká Británie (GBR)            |
| LOH 1988 | Janet Evansová · Spojené státy americké (USA)       | Astrid Strauß · Německá demokratická republika (GDR) | Julie McDonald · Austrálie (AUS)                   |
| LOH 1992 | Janet Evansová · Spojené státy americké (USA)       | Hayley Lewis · Austrálie (AUS)                       | Jana Henke · Německo (GER)                         |
| LOH 1996 | Brooke Bennett · Spojené státy americké (USA)       | Dagmar Hase · Německo (GER)                          | Kirsten Vlieghuis · Nizozemsko (NED)               |
| LOH 2000 | Brooke Bennett · Spojené státy americké (USA)       | Jana Kločkovová · Ukrajina (UKR)                     | Kaitlin Sandeno · Spojené státy americké (USA)     |
| LOH 2004 | Ai Shibata · Japonsko (JPN)                         | Laure Manaudou · Francie (FRA)                       | Diana Munz · Spojené státy americké (USA)          |
| LOH 2008 | Rebecca Adlingtonová · Velká Británie (GBR)         | Alessia Filippi · Itálie (ITA)                       | Lotte Friisová · Dánsko (DEN)                      |
| LOH 2012 | Katie Ledecká · Spojené státy americké (USA)        | Mireia Belmonteová · Španělsko (ESP)                 | Rebecca Adlingtonová · Velká Británie (GBR)        |
| LOH 2016 | Katie Ledecká · Spojené státy americké (USA)        | Jazmin Carlin · Velká Británie (GBR)                 | Boglárka Kapás · Maďarsko (HUN)                    |
| LOH 2020 | Katie Ledecká · Spojené státy americké (USA)        | Ariarne Titmusová · Austrálie (AUS)                  | Simona Quadarellaová · Itálie (ITA)                |
| LOH 2024 | Katie Ledecká · Spojené státy americké (USA)        | Ariarne Titmusová · Austrálie (AUS)                  | Paige Maddenová · Spojené státy americké (USA)     |

## 1500 m volný způsob
| Rok      | Zlato                                        | Stříbro                                          | Bronz                           |
| LOH 2020 | Katie Ledecká · Spojené státy americké (USA) | Erica Sullivanová · Spojené státy americké (USA) | Sarah Köhlerová · Německo (GER) |
| LOH 2024 | Katie Ledecká · Spojené státy americké (USA) | Anastasiia Kirpichniková · Francie (FRA)         | Isabel Goseová · Německo (GER)  |

## 100 m znak
| Rok      | Zlato                                                   | Stříbro                                               | Bronz                                                      |
| LOH 1924 | Sybil Bauer · Spojené státy americké (USA)              | Phyllis Harding · Velká Británie (GBR)                | Aileen Rigginová · Spojené státy americké (USA)            |
| LOH 1928 | Zus Braun · Nizozemsko (NED)                            | Ellen King · Velká Británie (GBR)                     | Joyce Cooper · Velká Británie (GBR)                        |
| LOH 1932 | Eleanor Holmová · Spojené státy americké (USA)          | Bonnie Mealing · Austrálie (AUS)                      | Valerie Davies · Velká Británie (GBR)                      |
| LOH 1936 | Nida Senff · Nizozemsko (NED)                           | Rie Mastenbroeková · Nizozemsko (NED)                 | Alice Bridges · Spojené státy americké (USA)               |
| LOH 1948 | Karen Harupová · Dánsko (DEN)                           | Suzanne Zimmerman · Spojené státy americké (USA)      | Judy-Joy Davies · Austrálie (AUS)                          |
| LOH 1952 | Joan Harrison · Jihoafrická unie (RSA)                  | Geertje Wielema · Nizozemsko (NED)                    | Jean Stewart · Nový Zéland (NZL)                           |
| LOH 1956 | Judy Grinhamová · Velká Británie (GBR)                  | Carin Cone · Spojené státy americké (USA)             | Margaret Edwards · Velká Británie (GBR)                    |
| LOH 1960 | Lynn Burke · Spojené státy americké (USA)               | Natalie Steward · Velká Británie (GBR)                | Satoko Tanaka · Japonsko (JPN)                             |
| LOH 1964 | Cathy Ferguson · Spojené státy americké (USA)           | Kiki Caron · Francie (FRA)                            | Virginia Duenkel · Spojené státy americké (USA)            |
| LOH 1968 | Kaye Hall · Spojené státy americké (USA)                | Elaine Tanner · Kanada (CAN)                          | Jane Swagerty · Spojené státy americké (USA)               |
| LOH 1972 | Melissa Belote · Spojené státy americké (USA)           | Andrea Gyarmati · Maďarsko (HUN)                      | Susan Atwood · Spojené státy americké (USA)                |
| LOH 1976 | Ulrike Richter · Německá demokratická republika (GDR)   | Birgit Treiber · Německá demokratická republika (GDR) | Nancy Garapick · Kanada (CAN)                              |
| LOH 1980 | Rica Reinischová · Německá demokratická republika (GDR) | Ina Kleber · Německá demokratická republika (GDR)     | Petra Riedel · Německá demokratická republika (GDR)        |
| LOH 1984 | Theresa Andrews · Spojené státy americké (USA)          | Betsy Mitchell · Spojené státy americké (USA)         | Jolanda de Roverová · Nizozemsko (NED)                     |
| LOH 1988 | Kristin Ottová · Německá demokratická republika (GDR)   | Krisztina Egerszegiová · Maďarsko (HUN)               | Cornelia Sirch · Německá demokratická republika (GDR)      |
| LOH 1992 | Krisztina Egerszegiová · Maďarsko (HUN)                 | Tünde Szabó · Maďarsko (HUN)                          | Lea Loveless · Spojené státy americké (USA)                |
| LOH 1996 | Beth Botsford · Spojené státy americké (USA)            | Whitney Hedgepeth · Spojené státy americké (USA)      | Marianne Kriel · Jihoafrická republika (RSA)               |
| LOH 2000 | Diana Mocanuová · Rumunsko (ROU)                        | Mai Nakamura · Japonsko (JPN)                         | Nina Zhivanevskaya · Španělsko (ESP)                       |
| LOH 2004 | Natalie Coughlinová · Spojené státy americké (USA)      | Kirsty Coventryová · Zimbabwe (ZIM)                   | Laure Manaudou · Francie (FRA)                             |
| LOH 2008 | Natalie Coughlinová · Spojené státy americké (USA)      | Kirsty Coventryová · Zimbabwe (ZIM)                   | Margaret Hoelzer · Spojené státy americké (USA)            |
| LOH 2012 | Missy Franklinová · Spojené státy americké (USA)        | Emily Seebohm · Austrálie (AUS)                       | Aja Terakawaová · Japonsko (JPN)                           |
| LOH 2016 | Katinka Hosszúová · Maďarsko (HUN)                      | Kathleen Baker · Spojené státy americké (USA)         | Kylie Masseová · Kanada (CAN) · Fu Jüan-chuej · Čína (CHN) |
| LOH 2020 | Kaylee McKeownová · Austrálie (AUS)                     | Kylie Masseová · Kanada (CAN)                         | Regan Smithová · Spojené státy americké (USA)              |
| LOH 2024 | Kaylee McKeownová · Austrálie (AUS)                     | Regan Smithová · Spojené státy americké (USA)         | Katharine Berkoffová · Spojené státy americké (USA)        |

## 200 m znak
| Rok      | Zlato                                                   | Stříbro                                                  | Bronz                                                 |
| LOH 1968 | Lillian Watson · Spojené státy americké (USA)           | Elaine Tanner · Kanada (CAN)                             | Kaye Hall · Spojené státy americké (USA)              |
| LOH 1972 | Melissa Belote · Spojené státy americké (USA)           | Susan Atwood · Spojené státy americké (USA)              | Donna Gurr · Kanada (CAN)                             |
| LOH 1976 | Ulrike Richter · Německá demokratická republika (GDR)   | Birgit Treiber · Německá demokratická republika (GDR)    | Nancy Garapick · Kanada (CAN)                         |
| LOH 1980 | Rica Reinischová · Německá demokratická republika (GDR) | Cornelia Politová · Německá demokratická republika (GDR) | Birgit Treiber · Německá demokratická republika (GDR) |
| LOH 1984 | Jolanda de Roverová · Nizozemsko (NED)                  | Amy White · Spojené státy americké (USA)                 | Anca Patrascoiu · Rumunsko (ROU)                      |
| LOH 1988 | Krisztina Egerszegiová · Maďarsko (HUN)                 | Katrin Zimmermann · Německá demokratická republika (GDR) | Cornelia Sirch · Německá demokratická republika (GDR) |
| LOH 1992 | Krisztina Egerszegiová · Maďarsko (HUN)                 | Dagmar Hase · Německo (GER)                              | Nicole Stevenson · Austrálie (AUS)                    |
| LOH 1996 | Krisztina Egerszegiová · Maďarsko (HUN)                 | Whitney Hedgepeth · Spojené státy americké (USA)         | Cathleen Rund · Německo (GER)                         |
| LOH 2000 | Diana Mocanuová · Rumunsko (ROU)                        | Roxana Maracineanuová · Francie (FRA)                    | Miki Nakao · Japonsko (JPN)                           |
| LOH 2004 | Kirsty Coventryová · Zimbabwe (ZIM)                     | Stanislava Komarova · Rusko (RUS)                        | Antje Buschschulte · Německo (GER)                    |
| LOH 2004 | Kirsty Coventryová · Zimbabwe (ZIM)                     | Stanislava Komarova · Rusko (RUS)                        | Reiko Nakamura · Japonsko (JPN)                       |
| LOH 2008 | Kirsty Coventryová · Zimbabwe (ZIM)                     | Margaret Hoelzer · Spojené státy americké (USA)          | Reiko Nakamura · Japonsko (JPN)                       |
| LOH 2012 | Missy Franklinová · Spojené státy americké (USA)        | Anastasia Zueva · Rusko (RUS)                            | Elizabeth Beisel · Spojené státy americké (USA)       |
| LOH 2016 | Maya DiRadoová · Spojené státy americké (USA)           | Katinka Hosszúová · Maďarsko (HUN)                       | Hilary Caldwellová · Kanada (CAN)                     |
| LOH 2020 | Kaylee McKeownová · Austrálie (AUS)                     | Kylie Masseová · Kanada (CAN)                            | Emily Seebohmová · Austrálie (AUS)                    |
| LOH 2024 | Kaylee McKeownová · Austrálie (AUS)                     | Regan Smithová · Spojené státy americké (USA)            | Kylie Masseová · Kanada (CAN)                         |

## 100 m prsa
| Rok      | Zlato                                                   | Stříbro                                              | Bronz                                               |
| LOH 1968 | Đurđica Bjedovová · Jugoslávie (YUG)                    | Galina Prozumenščikovová · Sovětský svaz (URS)       | Sharon Wichman · Spojené státy americké (USA)       |
| LOH 1972 | Catherine Carr · Spojené státy americké (USA)           | Galina Prozumenščikovová · Sovětský svaz (URS)       | Beverley Whitfield · Austrálie (AUS)                |
| LOH 1976 | Hannelore Anke · Německá demokratická republika (GDR)   | Lyubov Rusanova · Sovětský svaz (URS)                | Marina Kosheveya · Sovětský svaz (URS)              |
| LOH 1980 | Ute Gewenigerová · Německá demokratická republika (GDR) | Elvira Vasilkova · Sovětský svaz (URS)               | Susanne Nielssonová · Dánsko (DEN)                  |
| LOH 1984 | Petra van Staveren · Nizozemsko (NED)                   | Anne Ottenbrite · Kanada (CAN)                       | Catherine Poirot · Francie (FRA)                    |
| LOH 1988 | Tanya Dangalakova · Bulharsko (BUL)                     | Antoaneta Frenkeva · Bulharsko (BUL)                 | Silke Hörner · Německá demokratická republika (GDR) |
| LOH 1992 | Yelena Rudkovskaya · Sjednocený tým (EUN)               | Anita Nall · Spojené státy americké (USA)            | Samantha Riley · Austrálie (AUS)                    |
| LOH 1996 | Penny Heynsová · Jihoafrická republika (RSA)            | Amanda Beard · Spojené státy americké (USA)          | Samantha Riley · Austrálie (AUS)                    |
| LOH 2000 | Megan Quann · Spojené státy americké (USA)              | Leisel Jonesová · Austrálie (AUS)                    | Penny Heynsová · Jihoafrická republika (RSA)        |
| LOH 2004 | Luo Xuejuan · Čína (CHN)                                | Brooke Hanson · Austrálie (AUS)                      | Leisel Jonesová · Austrálie (AUS)                   |
| LOH 2008 | Leisel Jonesová · Austrálie (AUS)                       | Rebecca Soniová · Spojené státy americké (USA)       | Mirna Jukić · Rakousko (AUT)                        |
| LOH 2012 | Rūta Meilutytė · Litva (LTU)                            | Rebecca Soniová · Spojené státy americké (USA)       | Satomi Suzuki · Japonsko (JPN)                      |
| LOH 2016 | Lilly King · Spojené státy americké (USA)               | Julija Jefimovová · Rusko (RUS)                      | Katie Meili · Spojené státy americké (USA)          |
| LOH 2020 | Lydia Jacobyová · Spojené státy americké (USA)          | Tatjana Schoenmakerová · Jihoafrická republika (RSA) | Lilly Kingová · Spojené státy americké (USA)        |
| LOH 2024 | Tatjana Schoenmakerová · Jihoafrická republika (RSA)    | Čchien-tching Tchang · Čína (CHN)                    | Mona McSharryová · Irsko (IRL)                      |

## 200 m prsa
| Rok      | Zlato                                                | Stříbro                                              | Bronz                                            |
| LOH 1924 | Lucy Morton · Velká Británie (GBR)                   | Agnes Geraghty · Spojené státy americké (USA)        | Gladys Carson · Velká Británie (GBR)             |
| LOH 1928 | Hilde Schrader · Německo (GER)                       | Mietje Baron · Nizozemsko (NED)                      | Charlotte Mühe · Německo (GER)                   |
| LOH 1932 | Clare Dennis · Austrálie (AUS)                       | Hideko Maehata · Japonsko (JPN)                      | Else Jacobsen · Dánsko (DEN)                     |
| LOH 1936 | Hideko Maehata · Japonsko (JPN)                      | Martha Genenger · Německo (GER)                      | Inge Sørensen · Dánsko (DEN)                     |
| LOH 1948 | Petronella van Vliet · Nizozemsko (NED)              | Nancy Lyons · Austrálie (AUS)                        | Éva Novák · Maďarsko (HUN)                       |
| LOH 1952 | Éva Székelyová · Maďarsko (HUN)                      | Éva Novák · Maďarsko (HUN)                           | Elenor Gordon · Velká Británie (GBR)             |
| LOH 1956 | Ursula Happe · Tým sjednoceného Německa (EUA)        | Éva Székelyová · Maďarsko (HUN)                      | Eva-Maria Elsen · Tým sjednoceného Německa (EUA) |
| LOH 1960 | Anita Lonsbrough · Velká Británie (GBR)              | Wiltrud Urselmann · Tým sjednoceného Německa (EUA)   | Barbara Göbel · Tým sjednoceného Německa (EUA)   |
| LOH 1964 | Galina Prozumenščikovová · Sovětský svaz (URS)       | Claudia Kolbová · Spojené státy americké (USA)       | Svetlana Babanina · Sovětský svaz (URS)          |
| LOH 1968 | Sharon Wichman · Spojené státy americké (USA)        | Đurđica Bjedovová · Jugoslávie (YUG)                 | Galina Prozumenščikovová · Sovětský svaz (URS)   |
| LOH 1972 | Beverley Whitfield · Austrálie (AUS)                 | Dana Schoenfield · Spojené státy americké (USA)      | Galina Prozumenščikovová · Sovětský svaz (URS)   |
| LOH 1976 | Marina Kosheveya · Sovětský svaz (URS)               | Marina Yurchenya · Sovětský svaz (URS)               | Lyubov Rusanova · Sovětský svaz (URS)            |
| LOH 1980 | Lina Kačiušytėová · Sovětský svaz (URS)              | Svetlana Varganova · Sovětský svaz (URS)             | Yuliya Bogdanova · Sovětský svaz (URS)           |
| LOH 1984 | Anne Ottenbrite · Kanada (CAN)                       | Susan Rapp · Spojené státy americké (USA)            | Ingrid Lempereur · Belgie (BEL)                  |
| LOH 1988 | Silke Hörner · Německá demokratická republika (GDR)  | Huang Xiaomin · Čína (CHN)                           | Antoaneta Frenkeva · Bulharsko (BUL)             |
| LOH 1992 | Kyoko Iwasaki · Japonsko (JPN)                       | Lin Li · Čína (CHN)                                  | Anita Nall · Spojené státy americké (USA)        |
| LOH 1996 | Penny Heynsová · Jihoafrická republika (RSA)         | Amanda Beard · Spojené státy americké (USA)          | Ágnes Kovácsová · Maďarsko (HUN)                 |
| LOH 2000 | Ágnes Kovácsová · Maďarsko (HUN)                     | Kristy Kowal · Spojené státy americké (USA)          | Amanda Beard · Spojené státy americké (USA)      |
| LOH 2004 | Amanda Beard · Spojené státy americké (USA)          | Leisel Jonesová · Austrálie (AUS)                    | Anne Poleska · Německo (GER)                     |
| LOH 2008 | Rebecca Soniová · Spojené státy americké (USA)       | Leisel Jonesová · Austrálie (AUS)                    | Sara Nordenstam · Norsko (NOR)                   |
| LOH 2012 | Rebecca Soniová · Spojené státy americké (USA)       | Satomi Suzukiová · Japonsko (JPN)                    | Julija Jefimová · Rusko (RUS)                    |
| LOH 2016 | Rie Kaneto · Japonsko (JPN)                          | Julija Jefimová · Rusko (RUS)                        | Shi Jinglin · Čína (CHN)                         |
| LOH 2020 | Tatjana Schoenmakerová · Jihoafrická republika (RSA) | Lilly Kingová · Spojené státy americké (USA)         | Annie Lazorová · Spojené státy americké (USA)    |
| LOH 2024 | Kate Douglassová · Spojené státy americké (USA)      | Tatjana Schoenmakerová · Jihoafrická republika (RSA) | Tes Schoutenová · Nizozemsko (NED)               |

## 100 m motýlek
| Rok      | Zlato                                                    | Stříbro                                               | Bronz                                                    |
| LOH 1956 | Shelley Mann · Spojené státy americké (USA)              | Nancy Ramey · Spojené státy americké (USA)            | Mary Sears · Spojené státy americké (USA)                |
| LOH 1960 | Carolyn Schuler · Spojené státy americké (USA)           | Marianne Heemskerk · Nizozemsko (NED)                 | Janice Andrew · Austrálie (AUS)                          |
| LOH 1964 | Sharon Stouder · Spojené státy americké (USA)            | Ada Kok · Nizozemsko (NED)                            | Kathleen Ellis · Spojené státy americké (USA)            |
| LOH 1968 | Lyn McClements · Austrálie (AUS)                         | Ellie Daniel · Spojené státy americké (USA)           | Susan Shields · Spojené státy americké (USA)             |
| LOH 1972 | Mayumi Aoki · Japonsko (JPN)                             | Roswitha Beier · Německá demokratická republika (GDR) | Andrea Gyarmati · Maďarsko (HUN)                         |
| LOH 1976 | Kornelia Enderová · Německá demokratická republika (GDR) | Andrea Pollack · Německá demokratická republika (GDR) | Wendy Boglioli · Spojené státy americké (USA)            |
| LOH 1980 | Caren Metschuck · Německá demokratická republika (GDR)   | Andrea Pollack · Německá demokratická republika (GDR) | Christiane Knacke · Německá demokratická republika (GDR) |
| LOH 1984 | Mary Meagher · Spojené státy americké (USA)              | Jenna Johnson · Spojené státy americké (USA)          | Karin Seick · Západní Německo (FRG)                      |
| LOH 1988 | Kristin Ottová · Německá demokratická republika (GDR)    | Birte Weigang · Německá demokratická republika (GDR)  | Čchien Chung · Čína (CHN)                                |
| LOH 1992 | Čchien Chung · Čína (CHN)                                | Crissy Ahmann-Leighton · Spojené státy americké (USA) | Catherine Plewinski · Francie (FRA)                      |
| LOH 1996 | Amy Van Dyken · Spojené státy americké (USA)             | Liu Limin · Čína (CHN)                                | Angel Martino · Spojené státy americké (USA)             |
| LOH 2000 | Inge de Bruijnová · Nizozemsko (NED)                     | Martina Moravcová · Slovensko (SVK)                   | Dara Torresová · Spojené státy americké (USA)            |
| LOH 2004 | Petria Thomasová · Austrálie (AUS)                       | Otylia Jędrzejczaková · Polsko (POL)                  | Inge de Bruijnová · Nizozemsko (NED)                     |
| LOH 2008 | Libby Trickettová · Austrálie (AUS)                      | Christine Magnuson · Spojené státy americké (USA)     | Jessicah Schipper · Austrálie (AUS)                      |
| LOH 2012 | Dana Vollmerová · Spojené státy americké (USA)           | Lu Ying · Čína (CHN)                                  | Alicia Coutts · Austrálie (AUS)                          |
| LOH 2016 | Sarah Sjöströmová · Švédsko (SWE)                        | Penny Oleksiaková · Kanada (CAN)                      | Dana Vollmerová · Spojené státy americké (USA)           |
| LOH 2020 | Maggie Mac Neilová · Kanada (CAN)                        | Zhang Yufei · Čína (CHN)                              | Emma McKeonová · Austrálie (AUS)                         |
| LOH 2024 | Torri Huskeová · Spojené státy americké (USA)            | Gretchen Walshová · Spojené státy americké (USA)      | Čang Jü-fej · Čína (CHN)                                 |

## 200 m motýlek
| Rok      | Zlato                                                 | Stříbro                                                  | Bronz                                                    |
| LOH 1968 | Ada Kok · Nizozemsko (NED)                            | Helga Lindner · Německá demokratická republika (GDR)     | Ellie Daniel · Spojené státy americké (USA)              |
| LOH 1972 | Karen Moe · Spojené státy americké (USA)              | Lynn Colella · Spojené státy americké (USA)              | Ellie Daniel · Spojené státy americké (USA)              |
| LOH 1976 | Andrea Pollack · Německá demokratická republika (GDR) | Ulrike Tauberová · Německá demokratická republika (GDR)  | Rosemarie Gabriel · Německá demokratická republika (GDR) |
| LOH 1980 | Ines Geißler · Německá demokratická republika (GDR)   | Sybille Schönrock · Německá demokratická republika (GDR) | Michelle Ford · Austrálie (AUS)                          |
| LOH 1984 | Mary Meagher · Spojené státy americké (USA)           | Karen Phillips · Austrálie (AUS)                         | Ina Beyermann · Západní Německo (FRG)                    |
| LOH 1988 | Kathleen Nord · Německá demokratická republika (GDR)  | Birte Weigang · Německá demokratická republika (GDR)     | Mary Meagher · Spojené státy americké (USA)              |
| LOH 1992 | Summer Sanders · Spojené státy americké (USA)         | Wang Xiaohong · Čína (CHN)                               | Susie O'Neill · Austrálie (AUS)                          |
| LOH 1996 | Susie O'Neill · Austrálie (AUS)                       | Petria Thomasová · Austrálie (AUS)                       | Michelle Smithová · Irsko (IRL)                          |
| LOH 2000 | Misty Hyman · Spojené státy americké (USA)            | Susie O'Neill · Austrálie (AUS)                          | Petria Thomasová · Austrálie (AUS)                       |
| LOH 2004 | Otylia Jędrzejczaková · Polsko (POL)                  | Petria Thomasová · Austrálie (AUS)                       | Yuko Nakanishi · Japonsko (JPN)                          |
| LOH 2008 | Liou C'-ke · Čína (CHN)                               | Ťiao Liou-jang · Čína (CHN)                              | Jessicah Schipper · Austrálie (AUS)                      |
| LOH 2012 | Ťiao Liou-jang · Čína (CHN)                           | Mireia Belmonteová · Španělsko (ESP)                     | Natsumi Hoshi · Japonsko (JPN)                           |
| LOH 2016 | Mireia Belmonteová · Španělsko (ESP)                  | Madeline Groves · Austrálie (AUS)                        | Natsumi Hoshi · Japonsko (JPN)                           |
| LOH 2020 | Zhang Yufei · Čína (CHN)                              | Regan Smithová · Spojené státy americké (USA)            | Hali Flickingerová · Spojené státy americké (USA)        |
| LOH 2024 | Summer McIntoshová · Kanada (CAN)                     | Regan Smithová · Spojené státy americké (USA)            | Čang Jü-fej · Čína (CHN)                                 |

## 200 m polohový závod
| Rok       | Zlato                                                 | Stříbro                                                  | Bronz                                              |
| LOH 1968  | Claudia Kolbová · Spojené státy americké (USA)        | Susan Pedersen · Spojené státy americké (USA)            | Jan Henne · Spojené státy americké (USA)           |
| LOH 1972  | Shane Gouldová · Austrálie (AUS)                      | Kornelia Enderová · Německá demokratická republika (GDR) | Lynn Vidali · Spojené státy americké (USA)         |
| 1976-1980 | Nebyl na programu LOH                                 | Nebyl na programu LOH                                    | Nebyl na programu LOH                              |
| LOH 1984  | Tracy Caulkinsová · Spojené státy americké (USA)      | Nancy Hogshead · Spojené státy americké (USA)            | Michele Pearson · Austrálie (AUS)                  |
| LOH 1988  | Daniela Hunger · Německá demokratická republika (GDR) | Yelena Dendeberova · Sovětský svaz (URS)                 | Noemi Lungová · Rumunsko (ROU)                     |
| LOH 1992  | Lin Li · Čína (CHN)                                   | Summer Sanders · Spojené státy americké (USA)            | Daniela Hunger · Německo (GER)                     |
| LOH 1996  | Michelle Smithová · Irsko (IRL)                       | Marianne Limpert · Kanada (CAN)                          | Lin Li · Čína (CHN)                                |
| LOH 2000  | Jana Kločkovová · Ukrajina (UKR)                      | Beatrice Câşlaru · Rumunsko (ROU)                        | Cristina Teuscher · Spojené státy americké (USA)   |
| LOH 2004  | Jana Kločkovová · Ukrajina (UKR)                      | Amanda Beard · Spojené státy americké (USA)              | Kirsty Coventryová · Zimbabwe (ZIM)                |
| LOH 2008  | Stephanie Riceová · Austrálie (AUS)                   | Kirsty Coventryová · Zimbabwe (ZIM)                      | Natalie Coughlinová · Spojené státy americké (USA) |
| LOH 2012  | Jie Š'-wen · Čína (CHN)                               | Alicia Couttsová · Austrálie (AUS)                       | Caitlin Leverenzová · Spojené státy americké (USA) |
| LOH 2016  | Katinka Hosszúová · Maďarsko (HUN)                    | Siobhan-Marie O'Connor · Velká Británie (GBR)            | Maya DiRado · Spojené státy americké (USA)         |
| LOH 2020  | Jui Ohašiová · Japonsko (JPN)                         | Alex Walshová · Spojené státy americké (USA)             | Kate Douglassová · Spojené státy americké (USA)    |
| LOH 2024  | Summer McIntoshová · Kanada (CAN)                     | Kate Douglassová · Spojené státy americké (USA)          | Kaylee McKeownová · Austrálie (AUS)                |

## 400 m polohový závod
| Rok      | Zlato                                                   | Stříbro                                         | Bronz                                                   |
| LOH 1964 | Donna de Varona · Spojené státy americké (USA)          | Sharon Finneran · Spojené státy americké (USA)  | Martha Randall · Spojené státy americké (USA)           |
| LOH 1968 | Claudia Kolbová · Spojené státy americké (USA)          | Lynn Vidali · Spojené státy americké (USA)      | Sabine Steinbach · Německá demokratická republika (GDR) |
| LOH 1972 | Gail Neall · Austrálie (AUS)                            | Leslie Cliff · Kanada (CAN)                     | Novella Calligarisová · Itálie (ITA)                    |
| LOH 1976 | Ulrike Tauberová · Německá demokratická republika (GDR) | Cheryl Gibson · Kanada (CAN)                    | Becky Smith · Kanada (CAN)                              |
| LOH 1980 | Petra Schneider · Německá demokratická republika (GDR)  | Sharron Davies · Velká Británie (GBR)           | Agnieszka Czopek · Polsko (POL)                         |
| LOH 1984 | Tracy Caulkinsová · Spojené státy americké (USA)        | Suzanne Landells · Austrálie (AUS)              | Petra Zindler · Západní Německo (FRG)                   |
| LOH 1988 | Janet Evansová · Spojené státy americké (USA)           | Noemi Lungová · Rumunsko (ROU)                  | Daniela Hunger · Německá demokratická republika (GDR)   |
| LOH 1992 | Krisztina Egerszegiová · Maďarsko (HUN)                 | Lin Li · Čína (CHN)                             | Summer Sanders · Spojené státy americké (USA)           |
| LOH 1996 | Michelle Smithová · Irsko (IRL)                         | Allison Wagner · Spojené státy americké (USA)   | Krisztina Egerszegiová · Maďarsko (HUN)                 |
| LOH 2000 | Jana Kločkovová · Ukrajina (UKR)                        | Yasuko Tajima · Japonsko (JPN)                  | Beatrice Câşlaru · Rumunsko (ROU)                       |
| LOH 2004 | Jana Kločkovová · Ukrajina (UKR)                        | Kaitlin Sandeno · Spojené státy americké (USA)  | Georgina Bardach · Argentina (ARG)                      |
| LOH 2008 | Stephanie Riceová · Austrálie (AUS)                     | Kirsty Coventryová · Zimbabwe (ZIM)             | Katie Hoffová · Spojené státy americké (USA)            |
| LOH 2012 | Jie Š'-wen · Čína (CHN)                                 | Elizabeth Beisel · Spojené státy americké (USA) | Li Xuanxu · Čína (CHN)                                  |
| LOH 2016 | Katinka Hosszúová · Maďarsko (HUN)                      | Maya DiRadoová · Spojené státy americké (USA)   | Mireia Belmonteová · Španělsko (ESP)                    |
| LOH 2020 | Jui Ohašiová · Japonsko (JPN)                           | Emma Weyantová · Spojené státy americké (USA)   | Hali Flickingerová · Spojené státy americké (USA)       |
| LOH 2024 | Summer McIntoshová · Kanada (CAN)                       | Katie Grimesová · Spojené státy americké (USA)  | Emma Weyantová · Spojené státy americké (USA)           |

## 4 × 100 m volný způsob
| Rok      | Zlato | Stříbro | Bronz |
| LOH 1912 | · Velká Británie (GBR) · Belle Moore · Jennie Fletcher · Annie Speirs · Irene Steer                                                                            | · Německo (GER) · Wally Dressel · Louise Otto · Hermine Stindt · Grete Rosenberg | · Rakousko (AUT) · Margarete Adler · Klara Milch · Josephine Sticker · Berta Zahourek |
| LOH 1920 | · Spojené státy americké (USA) · Margaret Woodbridge · Frances Schroth · Irene Guest · Ethelda Bleibtrey                                                       | · Velká Británie (GBR) · Hilda James · Constance Jeans · Charlotte Radcliffe · Grace McKenzie                                                                                                   | · Švédsko (SWE) · Aina Bergová · Emy Machnow · Carin Nilsson · Jane Gylling |
| LOH 1924 | · Spojené státy americké (USA) · Euphrasia Donnelly · Gertrude Ederleová · Ethel Lackie · Mariechen Wehselau                                                   | · Velká Británie (GBR) · Florence Barker · Constance Jeans · Grace McKenzie · Iris Tanner | · Švédsko (SWE) · Aina Bergová · Gurli Ewerlund · Wivian Pettersson · Hjördis Töpel |
| LOH 1928 | · Spojené státy americké (USA) · Adelaide Lambert · Albina Osipowichová · Eleanor Saville · Martha Norelius                                                    | · Velká Británie (GBR) · Joyce Cooper · Iris Tanner · Cissie Stewart · Ellen King | · Jihoafrická unie (RSA) · Rhoda Rennie · Freddie van der Goes · Marie Bedford · Kathleen Russell |
| LOH 1932 | · Spojené státy americké (USA) · Helen Johns · Eleanor Saville · Josephine McKim · Helene Madisonová                                                           | · Nizozemsko (NED) · Willy den Oudenová · Puck Oversloot · Corrie Laddé · Maria Vierdag | · Velká Británie (GBR) · Joyce Cooper · Elizabeth Davies · Edna Hughes · Helen Varcoe |
| LOH 1936 | · Nizozemsko (NED) · Jopie Selbach · Tini Wagner · Willy den Oudenová · Rie Mastenbroeková                                                                     | · Německo (GER) · Ruth Halbsguth · Leni Lohmar · Ingeborg Schmitz · Gisela Arendt | · Spojené státy americké (USA) · Katherine Rawls · Bernice Lapp · Mavis Freeman · Olive McKean |
| LOH 1948 | · Spojené státy americké (USA) · Marie Corridon · Thelma Kalama · Brenda Helser · Ann Curtis                                                                   | · Dánsko (DEN) · Eva Riise · Karen Harupová · Greta Andersenová · Fritze Carstensen | · Nizozemsko (NED) · Irma Heijting-Schuhmacher · Margot Marsman · Marie-Louise Linssen-Vaessen · Hannie Termeulen                                                                                        |
| LOH 1952 | · Maďarsko (HUN) · Ilona Novák · Judit Temes · Éva Novák · Katalin Szőkeová                                                                                    | · Nizozemsko (NED) · Marie-Louise Linssen-Vaessen · Koosje van Voorn · Hannie Termeulen · Irma Heijting-Schuhmacher                                                                             | · Spojené státy americké (USA) · Jacqueline Lavine · Marilee Stepan · Joan Alderson-Rosazza · Evelyn Kawamoto                                                                                            |
| LOH 1956 | · Austrálie (AUS) · Dawn Fraserová · Faith Leech · Sandra Morgan · Lorraine Crapp                                                                              | · Spojené státy americké (USA) · Sylvia Ruuska · Shelley Mann · Nancy Simons · Joan Alderson-Rosazza                                                                                            | · Jihoafrická unie (RSA) · Natalie Myburgh · Susan Roberts · Moira Abernethy · Jeanette Myburgh |
| LOH 1960 | · Spojené státy americké (USA) · Joan Spillane · Shirley Stobs · Carolyn Wood · Chris von Saltza                                                               | · Austrálie (AUS) · Dawn Fraserová · Ilsa Konrads · Lorraine Crapp · Alva Colquhuon | · Tým sjednoceného Německa (EUA) · Christel Steffin · Heidi Pechstein · Gisela Weiss · Ursula Brunner |
| LOH 1964 | · Spojené státy americké (USA) · Sharon Stouder · Donna de Varona · Lillian Watson · Kathleen Ellis                                                            | · Austrálie (AUS) · Robyn Thorn · Janice Murphy · Lynette Bell · Dawn Fraserová | · Nizozemsko (NED) · Pauline van der Wildt · Toos Beumer · Winnie van Weerdenburg · Erica Terpstra |
| LOH 1968 | · Spojené státy americké (USA) · Jane Barkman · Linda Gustavson · Susan Pedersen · Jan Henne                                                                   | · Německá demokratická republika (GDR) · Gabriele Wetzko · Roswitha Krause · Uta Schmuck · Gabriele Perthes                                                                                     | · Kanada (CAN) · Angela Coughlan · Marilyn Corson · Elaine Tanner · Marion Lay |
| LOH 1972 | · Spojené státy americké (USA) · Shirley Babashoff · Jane Barkman · Jennifer Kemp · Sandra Neilson                                                             | · Německá demokratická republika (GDR) · Andrea Eife · Kornelia Enderová · Elke Sehmisch · Gabriele Wetzko                                                                                      | · Západní Německo (FRG) · Gudrun Beckmann · Heidemarie Reineck · Angela Steinbach · Jutta Weber |
| LOH 1976 | · Spojené státy americké (USA) · Kim Peyton · Jill Sterkel · Shirley Babashoff · Wendy Boglioli                                                                | · Německá demokratická republika (GDR) · Petra Priemer · Kornelia Enderová · Claudia Hempel · Andrea Pollack                                                                                    | · Kanada (CAN) · Becky Smith · Gail Amundrud · Barbara Clark · Anne Jardin |
| LOH 1980 | · Německá demokratická republika (GDR) · Barbara Krauseová · Caren Metschuck · Ines Diers · Sarina Hülsenbeck                                                  | · Švédsko (SWE) · Carina Ljungdahl · Tina Gustafsson · Agneta Mårtensson · Agneta Eriksson | · Nizozemsko (NED) · Conny van Bentum · Wilma van Velsen · Reggie de Jong · Annelies Maas |
| LOH 1984 | · Spojené státy americké (USA) · Jenna Johnson · Carrie Steinseiferová · Dara Torresová · Nancy Hogshead                                                       | · Nizozemsko (NED) · Annemarie Verstappen · Desi Reijers · Elles Voskes · Conny van Bentum | · Západní Německo (FRG) · Iris Zscherpe · Susanne Schuster · Christiane Pielke · Karin Seick |
| LOH 1988 | · Německá demokratická republika (GDR) · Kristin Ottová · Katrin Meißner · Daniela Hunger · Manuela Stellmach                                                  | · Nizozemsko (NED) · Marianne Muis · Mildred Muis · Conny van Bentum · Karin Brienesse | · Spojené státy americké (USA) · Mary Wayte · Mitzi Kremer · Laura Walker · Dara Torresová |
| LOH 1992 | · Spojené státy americké (USA) · Nicole Haislett · Angel Martino · Jenny Thompsonová · Dara Torresová · Ashley Tappin · Crissy Ahmann-Leighton                 | · Čína (CHN) · Le Jingyi · Lu Bin · Čuang Jung · Yang Wenyi · Zhao Kun | · Německo (GER) · Franziska van Almsicková · Daniela Hunger · Simone Osygus · Manuela Stellmach · Kerstin Kielgass · Annette Hadding                                                                     |
| LOH 1996 | · Spojené státy americké (USA) · Angel Martino · Amy Van Dyken · Catherine Fox · Jenny Thompsonová · Lisa Jacob · Melanie Valerio                              | · Čína (CHN) · Le Jingyi · Chao Na · Nian Yun · Shan Ying | · Německo (GER) · Sandra Völker · Simone Osygus · Antje Buschschulte · Franziska van Almsicková · Meike Freitag                                                                                          |
| LOH 2000 | · Spojené státy americké (USA) · Amy Van Dyken · Courtney Shealy · Jenny Thompsonová · Dara Torresová · Erin Phenix · Ashley Tappin                            | · Nizozemsko (NED) · Manon van Rooijen · Wilma van Hofwegen · Inge de Bruijnová · Thamar Henneken · Chantal Groot                                                                               | · Švédsko (SWE) · Johanna Sjöberg · Therese Alshammarová · Louise Jöhncke · Anna-Karin Kammerling · Josefin Lillhage · Malin Svahnström                                                                  |
| LOH 2004 | · Austrálie (AUS) · Alice Mills · Libby Lentonová · Petria Thomasová · Jodie Henryová · Sarah Ryan                                                             | · Spojené státy americké (USA) · Kara Lynn Joyce · Natalie Coughlinová · Amanda Weir · Jenny Thompsonová · Colleen Lanne · Maritza Correia · Lindsay Benko                                      | · Nizozemsko (NED) · Chantal Groot · Inge Dekker · Marleen Veldhuis · Inge de Bruijnová · Annabel Kosten                                                                                                 |
| LOH 2008 | · Nizozemsko (NED) · Inge Dekker · Ranomi Kromowidjojová · Femke Heemskerk · Marleen Veldhuis · Hinkelien Schreuder · Manon van Rooijen                        | · Spojené státy americké (USA) · Natalie Coughlinová · Dara Torresová · Kara Lynn Joyce · Lacey Nymeyer · Emily Silver · Julia Smit                                                             | · Austrálie (AUS) · Cate Campbellová · Alice Mills · Melanie Schlanger · Libby Trickettová · Shayne Reese                                                                                                |
| LOH 2012 | · Austrálie (AUS) · Alicia Coutts · Cate Campbellová · Brittany Elmslie · Melanie Schlanger · Emily Seebohm · Yolane Kukla · Libby Trickettová                 | · Nizozemsko (NED) · Inge Dekker · Marleen Veldhuis · Femke Heemskerk · Ranomi Kromowidjojová · Hinkelien Schreuder                                                                             | · Spojené státy americké (USA) · Missy Franklinová · Jessica Hardyová · Lia Neal · Allison Schmitt · Amanda Weir · Natalie Coughlinová                                                                   |
| LOH 2016 | · Austrálie (AUS) · Emma McKeonová · Brittany Elmslieová · Bronte Campbellová · Cate Campbellová · Madison Wilsonová (rozplavba)                               | · Spojené státy americké (USA) · Simone Manuelová · Abbey Weitzeilová · Dana Vollmerová · Katie Ledecká · Amanda Weirová (rozplavba) · Lia Nealová (rozplavba) · Allison Schmittová (rozplavba) | · Kanada (CAN) · Sandrine Mainvilleová · Chantal Van Landeghemová · Taylor Rucková · Penny Oleksiaková · Michelle Williamsová (rozplavba)                                                                |
| LOH 2020 | · Austrálie (AUS) · Bronte Campbellová · Meg Harrisová · Emma McKeonová · Cate Campbellová · Mollie O'Callaghanová (rozplavba) · Madison Wilsonová (rozplavba) | · Kanada (CAN) · Kayla Sanchezová · Maggie Mac Neilová · Rebecca Smithová · Penny Oleksiaková · Taylor Rucková (rozplavba)                                                                      | · Spojené státy americké (USA) · Erika Brownová · Abbey Weitzeilová · Natalie Hindsová · Simone Manuelová · Catie DeLoofová (rozplavba) · Allison Schmittová (rozplavba) · Olivia Smoligaová (rozplavba) |

## 4 × 200 m volný způsob
| Rok      | Zlato | Stříbro | Bronz |
| LOH 1996 | · Spojené státy americké (USA) · Trina Jackson · Cristina Teuscher · Sheila Taormina · Jenny Thompsonová · Lisa Jacob · Annette Salmeen · Ashley Whitney                                            | · Německo (GER) · Franziska van Almsicková · Kerstin Kielgass · Anke Scholz · Dagmar Hase · Meike Freitag · Simone Osygus                                                        | · Austrálie (AUS) · Julia Greville · Nicole Stevenson · Emma Johnson · Susie O'Neill · Lise Mackie |
| LOH 2000 | · Spojené státy americké (USA) · Diana Munz · Jenny Thompsonová · Samantha Arsenault · Lindsay Benko · Julia Stowers · Kim Black                                                                    | · Austrálie (AUS) · Giaan Rooney · Petria Thomasová · Kirsten Thomson · Susie O'Neill · Jacinta van Lint · Elka Graham                                                           | · Německo (GER) · Franziska van Almsicková · Antje Buschschulte · Sara Harstick · Kerstin Kielgass · Meike Freitag · Britta Steffenová                                                                                     |
| LOH 2004 | · Spojené státy americké (USA) · Natalie Coughlinová · Carly Piper · Dana Vollmerová · Kaitlin Sandeno · Lindsay Benko · Rhi Jeffrey · Rachel Komisarz                                              | · Čína (CHN) · Zhu Yingwen · Xu Yanwei · Yang Yu · Pang Jiaying · Li Ji | · Německo (GER) · Franziska van Almsicková · Petra Dallmann · Antje Buschschulte · Hannah Stockbauer · Janina Götz · Sara Harstick                                                                                         |
| LOH 2008 | · Austrálie (AUS) · Stephanie Riceová · Bronte Barratt · Kylie Palmer · Linda Mackenzie · Felicity Galvez · Angie Bainbridge · Melanie Schlanger · Lara Davenport                                   | · Čína (CHN) · Yang Yu · Zhu Qianwei · Tan Miao · Pang Jiaying · Tang Jingzhi | · Spojené státy americké (USA) · Allison Schmitt · Natalie Coughlinová · Caroline Burckle · Katie Hoffová · Christine Marshall · Kim Vandenberg · Julia Smit                                                               |
| LOH 2012 | · Spojené státy americké (USA) · Alyssa Andersonová · Missy Franklinová · Lauren Perdueová · Allison Schmittová · Dana Vollmerová · Shannon Vreelandová                                             | · Austrálie (AUS) · Angie Bainbridgeová · Bronte Barrattová · Alicia Couttsová · Brittany Elmslieová · Blair Evansová · Jade Neilsenová · Kylie Palmerová · Melanie Schlangerová | · Francie (FRA) · Coralie Balmyová · Charlotte Bonnetová · Ophelie-Cyrielle Etienne · Margaux Farrellová · Mylene Lazareová · Camille Muffatová                                                                            |
| LOH 2016 | · Spojené státy americké (USA) · Allison Schmittová · Leah Smithová · Maya DiRadoová · Katie Ledecká · Missy Franklinová (rozplavba) · Melanie Margalisová (rozplavba) · Cierra Rungeová(rozplavba) | · Austrálie (AUS) · Leah Nealeová · Emma McKeonová · Bronte Barrattová · Tamsin Cooková · Jessica Ashwoodová (rozplavba)                                                         | · Kanada (CAN) · Katerine Savardová · Taylor Rucková · Brittany MacLeanová · Penny Oleksiaková · Kennedy Gossová (rozplavba) · Emily Overholtová (rozplavba)                                                               |
| LOH 2020 | · Čína (CHN) · Yang Junxuan · Tang Muhan · Zhang Yufei · Li Bingjie · Dong Jie (rozplavba) · Zhang Yifan (rozplavba)                                                                                | · Spojené státy americké (USA) · Allison Schmittová · Paige Maddenová · Katie McLaughlinová · Katie Ledecká · Brooke Fordeová (rozplavba) · Bella Simsová (rozplavba)            | · Austrálie (AUS) · Ariarne Titmusová · Emma McKeonová · Madison Wilsonová · Leah Nealeová · Tamsin Cooková (rozplavba) · Meg Harrisová (rozplavba) · Mollie O'Callaghanová (rozplavba) · Brianna Throssellová (rozplavba) |

## 4 × 100 m polohový závod
| Rok      | Zlato | Stříbro | Bronz |
| LOH 1960 | · Spojené státy americké (USA) · Lynn Burke · Patty Kempner · Carolyn Schuler · Chris von Saltza | · Austrálie (AUS) · Marilyn Wilson · Rosemary Lassig · Jan Andrew · Dawn Fraserová | · Tým sjednoceného Německa (EUA) · Ingrid Schmidt · Ursula Küper · Bärbel Fuhrmann · Ursel Brunner                                                       |
| LOH 1964 | · Spojené státy americké (USA) · Cathy Ferguson · Cynthia Goyette · Sharon Stouder · Kathleen Ellis | · Nizozemsko (NED) · Corrie Winkel · Klenie Bimolt · Ada Kok · Erica Terpstra | · Sovětský svaz (URS) · Taťjana Saveljeva · Svetlana Babanina · Tatjana Devjatova · Natalija Ustinova                                                    |
| LOH 1968 | · Spojené státy americké (USA) · Kaye Hall · Catie Ball · Ellie Daniel · Susan Pedersen | · Austrálie (AUS) · Lynne Watson · Judy Playfair · Lyn McClements · Janet Steinbeck | · Západní Německo (FRG) · Angelika Kraus · Uta Frommater · Heike Hustede · Heidemarie Reineck                                                            |
| LOH 1972 | · Spojené státy americké (USA) · Melissa Belote · Catherine Carr · Deena Deardurff · Sandra Neilson | · Německá demokratická republika (GDR) · Christine Herbst · Renate Vogel · Roswitha Beier · Kornelia Enderová | · Západní Německo (FRG) · Gudrun Beckmann · Vreni Eberle · Silke Pielen · Heidemarie Reineck                                                             |
| LOH 1976 | · Německá demokratická republika (GDR) · Ulrike Richter · Hannelore Anke · Kornelia Enderová · Andrea Pollack | · Spojené státy americké (USA) · Camille Wright · Shirley Babashoff · Linda Jezek · Lauri Siering | · Kanada (CAN) · Susan Sloan · Robin Corsiglia · Wendy Hogg · Anne Jardin                                                                                |
| LOH 1980 | · Německá demokratická republika (GDR) · Rica Reinischová · Ute Gewenigerová · Andrea Pollack · Caren Metschuck | · Velká Británie (GBR) · Helen Jameson · Margaret Kelly · Ann Osgerby · June Croft | · Sovětský svaz (URS) · Olena Kruhlova · Elvira Vasilkova · Alla Griščenkova · Natalija Strunnikova                                                      |
| LOH 1984 | · Spojené státy americké (USA) · Theresa Andrews · Tracy Caulkinsová · Mary T. Meagher · Nancy Hogshead | · Západní Německo (FRG) · Svenja Schlicht · Ute Hasse · Ina Beyermann · Karin Seick | · Kanada (CAN) · Reema Abdo · Anne Ottenbrite · Michelle MacPherson · Pamela Rai                                                                         |
| LOH 1988 | · Německá demokratická republika (GDR) · Kristin Ottová · Silke Hörner · Birte Weigang · Katrin Meißner | · Spojené státy americké (USA) · Beth Barr · Tracey McFarlane · Janel Jorgensen · Mary Wayte | · Kanada (CAN) · Lori Melien · Allison Higson · Jane Kerr · Andrea Nugent                                                                                |
| LOH 1992 | · Spojené státy americké (USA) · Crissy Ahmann-Leighton · Lea Loveless · Anita Nall · Jenny Thompsonová · Janie Wagstaff · Megan Kleine · letní Sanders · Nicole Haislett                                                           | · Německo (GER) · Franziska van Almsicková · Jana Dörries · Dagmar Hase · Daniela Hunger · Daniela Brendel · Bettina Ustrowski · Simone Osygus                                                                              | · Sjednocený tým (EUN) · Nina Živanevskaja · Olga Kiričenko · Natalija Meščerjakova · Elena Rudkovskaja · Elena Šubina                                   |
| LOH 1996 | · Spojené státy americké (USA) · Beth Botsford · Amanda Beard · Angel Martino · Amy Van Dyken · Catherine Fox · Whitney Hedgepeth · Kristine Quance · Jenny Thompsonová                                                             | · Austrálie (AUS) · Nicole Stevenson · Samantha Riley · Susie O'Neill · Sarah Ryan · Helen Denman · Angela Kennedy | · Čína (CHN) · Chen Yan · Han Xue · Cai Huijue · Shan Ying                                                                                               |
| LOH 2000 | · Spojené státy americké (USA) · Dara Torresová · Barbara Bedford · Megan Quann · Jenny Thompsonová · Courtney Shealy · Ashley Tappin · Amy Van Dyken · Staciana Stitts                                                             | · Austrálie (AUS) · Petria Thomasová · Leisel Jonesová · Susie O'Neill · Dyana Calub · Giaan Rooney · Tarnee White · Sarah Ryan                                                                                             | · Japonsko (JPN) · Masami Tanaka · Sumika Minamoto · Mai Nakamura · Junko Oniši                                                                          |
| LOH 2004 | · Austrálie (AUS) · Giaan Rooney · Leisel Jonesová · Petria Thomasová · Jodie Henryová · Brooke Hanson · Jessicah Schipper · Alice Mills                                                                                            | · Spojené státy americké (USA) · Natalie Coughlinová · Amanda Beard · Jenny Thompsonová · Kara Lynn Joyce · Haley Cope · Tara Kirk · Rachel Komisarz · Amanda Weir                                                          | · Německo (GER) · Antje Buschschulte · Sarah Poewe · Franziska van Almsicková · Daniela Götz                                                             |
| LOH 2008 | · Austrálie (AUS) · Emily Seebohm · Leisel Jonesová · Jessicah Schipper · Libby Trickettová · Tarnee White · Felicity Galvez · Shayne Reese                                                                                         | · Spojené státy americké (USA) · Natalie Coughlinová · Rebecca Soniová · Christine Magnuson · Dara Torresová · Margaret Hoelzer · Megan Jendrick · Elaine Breeden · Kara Lynn Joyce                                         | · Čína (CHN) · Zhao Jing · Sun Ye · Zhou Yafei · Pang Jiaying · Xu Tianlongzi                                                                            |
| LOH 2012 | · Spojené státy americké (USA) · Rachel Bootsma · Claire Donahue · Missy Franklinová · Jessica Hardyová · Breeja Larson · Allison Schmitt · Rebecca Soniová · Dana Vollmerová                                                       | · Austrálie (AUS) · Alicia Coutts · Brittany Elmslie · Leisel Jonesová · Melanie Schlanger · Emily Seebohm | · Japonsko (JPN) · Juka Kato · Satomi Suzuki · Aja Terakawa · Haruka Ueda                                                                                |
| LOH 2016 | · Spojené státy americké (USA) · Kathleen Bakerová · Lilly Kingová · Dana Vollmerová · Simone Manuelová · Olivia Smoligaová (rozplavba) · Katie Meiliová (rozplavba) · Kelsi Worrellová (rozplavba) · Abbey Weitzeilová (rozplavba) | · Austrálie (AUS) · Emily Seebohmová · Taylor McKeownová · Emma McKeonová · Cate Campbellová · Madison Wilsonová (rozplavba) · Madeline Grovesová (rozplavba) · Brittany Elmslieová (rozplavba)                             | · Dánsko (DEN) · Mie Nielsenová · Rikke Møller Pedersenová · Jeanette Ottesenová · Pernille Blume                                                        |
| LOH 2020 | · Austrálie (AUS) · Kaylee McKeownová · Chelsea Hodgesová · Emma McKeonová · Cate Campbellová · Emily Seebohmová (rozplavba) · Brianna Throssellová (rozplavba) · Mollie O'Callaghanová (rozplavba)                                 | · Spojené státy americké (USA) · Regan Smithová · Lydia Jacobyová · Torri Huskeová · Abbey Weitzeilová · Rhyan Whiteová (rozplavba) · Lilly Kingová (rozplavba) · Claire Curzanová (rozplavba) · Erika Brownová (rozplavba) | · Kanada (CAN) · Kylie Masseová · Sydney Pickremová · Maggie Mac Neilová · Penny Oleksiaková · Taylor Rucková (rozplavba) · Kayla Sanchezová (rozplavba) |

## 10 km maraton
| Rok      | Zlato                                       | Stříbro                                          | Bronz                                      |
| LOH 2008 | Larisa Ilčenková · Rusko (RUS)              | Keri-Anne Payneová · Velká Británie (GBR)        | Cassandra Pattenová · Velká Británie (GBR) |
| LOH 2012 | Éva Risztovová · Maďarsko (HUN)             | Haley Andersonová · Spojené státy americké (USA) | Martina Grimaldiová · Itálie (ITA)         |
| LOH 2016 | Sharon van Rouwendaalová · Nizozemsko (NED) | Rachele Bruniová · Itálie (ITA)                  | Poliana Okimotová · Brazílie (BRA)         |
| LOH 2020 | Ana Marcela Cunhaová · Brazílie (BRA)       | Sharon van Rouwendaalová · Nizozemsko (NED)      | Kareena Leeová · Austrálie (AUS)           |
| LOH 2024 | Sharon van Rouwendaalová · Nizozemsko (NED) | Moesha Johnsonová · Austrálie (AUS)              | Ginevra Taddeucciová · Itálie (ITA)        |

## 4 × 100 m polohový závod (mix)
| Rok      | Zlato | Stříbro | Bronz |
| -------- | --- | --- | --- |
| LOH 2020 | Velká Británie · Kathleen Dawsonová (58.80) · Adam Peaty (56.78) · James Guy (50.00) · Anna Hopkinová (52.00) · Freya Anderson (rozplavba) · celkový čas 3:37.58 | Čína · Xu Jiayu (52.56) · Yan Zibei (58.11) · Zhang Yufei (55.48) · Yang Junxuan (52.71) · celkový čas 3:38.86 | Austrálie · Kaylee McKeownová (58.14) · Zac Stubblety-Cook (58.82) · Matthew Temple (50.26) · Emma McKeon (51.76) · Isaac Cooper (rozplavba) · Brianna Throssell (rozplavba) · Bronte Campbell (rozplavba) · celkový čas 3:38.95 |

## Ukončené disciplíny

### 300 m volný způsob
| Rok      | Zlato                                            | Stříbro                                            | Bronz                                          |
| LOH 1920 | Ethelda Bleibtrey · Spojené státy americké (USA) | Margaret Woodbridge · Spojené státy americké (USA) | Frances Schroth · Spojené státy americké (USA) |